# Гальве-де-Сорбе
Гальве-де-Сорбе (ісп. Galve de Sorbe) — муніципалітет в Іспанії, у складі автономної спільноти Кастилія-Ла-Манча, у провінції Гвадалахара. Населення — 131 особа (2010).
Муніципалітет розташований на відстані близько 100 км на північний схід від Мадрида, 65 км на північ від Гвадалахари.

## Демографія
Динаміка населення (INE ):